# Peire de la Caravana

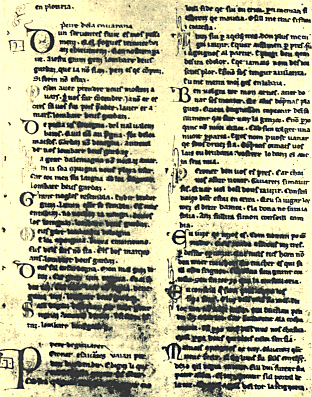
D'un serventes faire se trouve dans un manuscrit italien de 1254, maintenant à Modène. Au centre en haut de la colonne de gauche figure le nom Peire dela Cauarana.

Peire de la Caravana (aussi Cavarana, Gavarana, ou Cà Varana, peut-être signifiant "près de Vérone") est un troubadour italien (trovatore) de Lombardie à la fin du XIIe et au début du XIIIe siècle. Il est l'un des premiers troubadours occitans en Italie. Il est célèbre pour ses sirventès.

## Production artistique
Parmi ses œuvres conservées figurent les sirventès D'un serventes faire et La Paz de Costanza. Peire a écrit le premier pour encourager les communes du nord de l'Italie à résister à la suzeraineté allemande, qui a été daté dès 1157. Cependant, Peire incite les villes lombardes en rappelant le sort de la baronnie des Pouilles qui avait résisté aux Allemands auparavant.

« Lombart, beus gardaz
Que ja non siaz
Pejer que compraz,
Si ferm non estaz!
De Pulla'us sovegna
Dels valens baros
Qu'il non an que pegna
For de lor maisos;
Gardaz non devegna
Autretal de vos! »

— Vigneras, 245.
Cela a conduit certains à le dater de 1194, lorsque Henri VI a conquis la Sicile, ou aussi tard que 1225, lorsque les cités-États du nord de l'Italie ont renouvelé l'ancienne Ligue lombarde en opposition au fils d'Henri, Frédéric Ier de Sicile, empereur du Saint-Empire romain germanique.
Écrivant en Lombardie en langue occitane sous la souveraineté nominale du monarque allemand, Peire a saisi l'occasion de se moquer de la langue allemande, écrivant dans un passage célèbre et débattu :
« Granoglas resembla [la gent d'Alemanha]
En dir(e): Broder, guaz;
Lairan, quant s'asembla
Cum cans enrabjaz »
— Spitzer, 71.
        
« Les grenouilles ressemblent [aux gens d'Allemagne]
En disant : Frère, watz !
Le son de cela ressemble autant
Aux aboiements des chiens. »
Le mot allemand watz est dit être une interjection ressemblant au tintement des verres et propose un toast.
Peire avait aussi des liens avec la Sardaigne. Il a dédié son D'un serventes faire à un « senhal Malgrat de toz », identifié comme Barisone II d'Arborée, couronné roi de Sardaigne à Pavie par l'empereur Frédéric Ier en échange de 4 000 marcs d'argent de Gênes, mais plus tard déposé. Peire a ensuite eu des contacts avec le cultivé juge de Cagliari (it), Guillaume de Massa.